# Морманно
Морманно (італ. Mormanno, сиц. Murmannu) — муніципалітет в Італії, у регіоні Калабрія,  провінція Козенца.
Морманно розташоване на відстані близько 370 км на південний схід від Рима, 125 км на північний захід від Катандзаро, 70 км на північ від Козенци.
Населення — 3079 осіб (2014).
Щорічний фестиваль відбувається 16 серпня. Покровитель — святий Рох.

## Демографія
Населення за роками:

Станом на 1 січня 2023 року в муніципалітеті офіційно проживали 64 іноземці з 10 країн, серед них 44 громадяни країн Євросоюзу та 9 громадян України.

## Сусідні муніципалітети
- Лайно-Кастелло
- Морано-Калабро
- Орсомарсо
- Папазідеро
- Ротонда
- Віджанелло
- Сарачена